# 普拉卡
普拉卡（希臘語：Πλάκα）是位於雅典的一座歷史街區，以其迷宮般的街道和新古典主義建築而聞名。普拉卡鄰近雅典衛城，有「上帝的鄰居」之稱。現在每年都有眾多遊客參觀這裡，是雅典著名的觀光地之一。